# Brachythecium piligerum
Brachythecium piligerum är en bladmossart som beskrevs av Jules Cardot 1911. Brachythecium piligerum ingår i släktet gräsmossor, och familjen Brachytheciaceae. Inga underarter finns listade i Catalogue of Life.